# 丰特阿尔维利亚

徽识

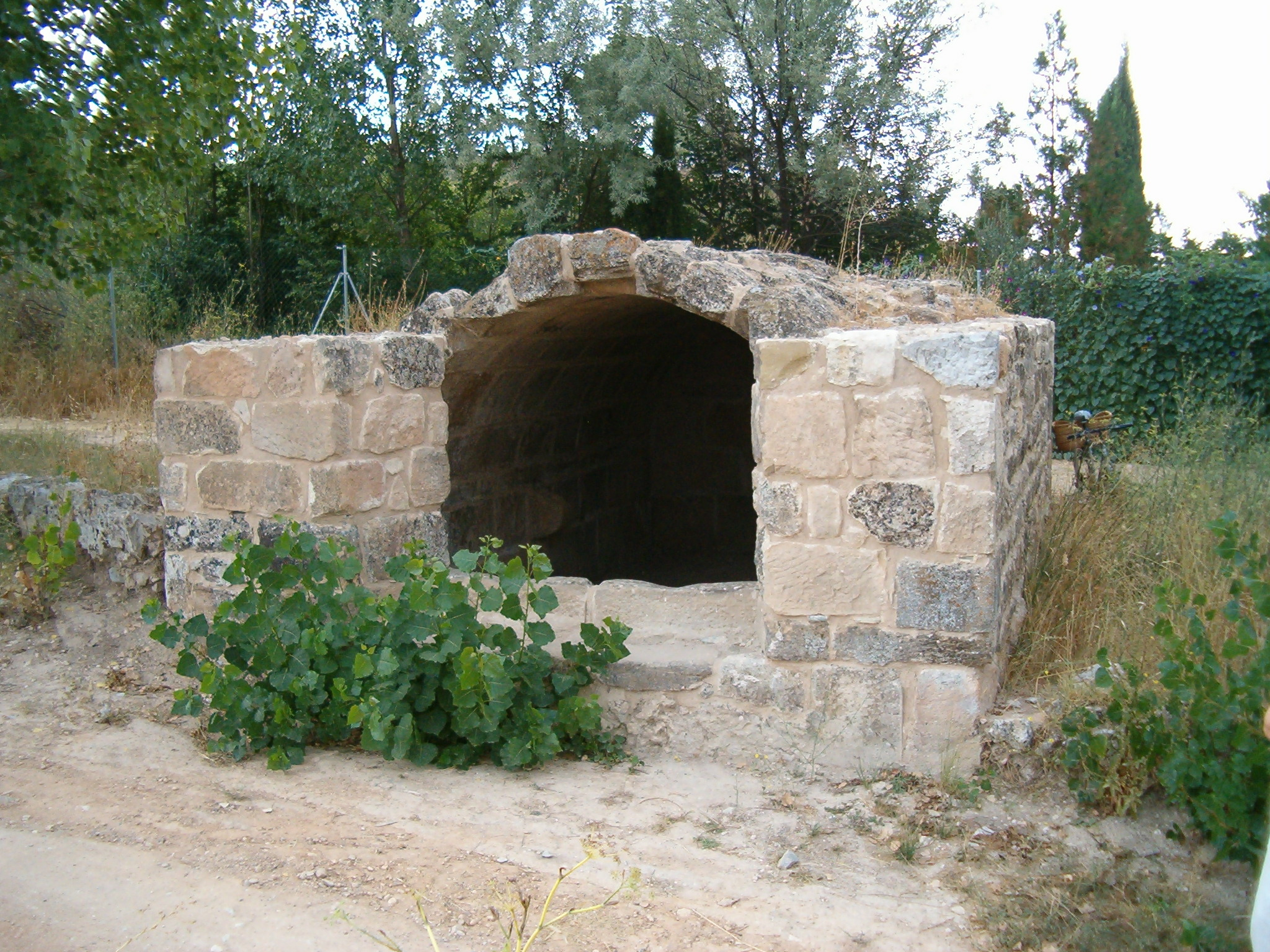
位于丰特阿尔维利亚的罗马池（Roman cistern）

丰特阿尔维利亚（Fuentealbilla，北纬39°16′00″ 西经1°32′57″） 是西班牙阿尔瓦塞特的一个小村庄，位于阿尔瓦塞特市中心东北部。人口为2071（2009年）。

## 名人
- 安德烈斯·伊涅斯塔：西班牙足球运动员，曾为西班牙队在南非世界杯决赛上攻入制胜一球。